# Лоренц, Ханс
Ханс Лоренц (нем. Hans Lorenz; 24 марта 1865, Вильсдруф, Саксония — 4 июля 1940, Зистранс, Тироль) — немецкий инженер, профессор и ректор Технического университета Гданьска; основатель журнала «Zeitschrift für die gesamte Kälteindustrie».

## Биография
Ханс Лоренц родился 24 марта 1865 года в Вильсдруфе в семье старшего учителя и редактора Фридриха Августа Лоренца (1829—1899) и его жены Хелен Маргарет (1843—1902), дочери владельца типографии. Братом Ханса был Рудольф Лоренц (1880—1947), работавшего в компании «Friedrich Krupp AG». Ханс Лоренц учился в гимназии «Nicolaigymnasium», а с 1885 по 1889 год — под руководством Густава Цойнера (Gustav Anton Zeuner, 1828—1907) — изучал машиностроение в Дрезденском политехническом университете: стал инженером и получил приз на свою выпускную работу. Затем Лоренц работал в цюрихской компании «Escher Wyss», где получил практический опыт в области термодинамики. В 1894 году в Мюнхене он представил диссертацию «Die Theorie des Lindeschen Verfahrens der Luftverflüssigung» как часть экзамена на диплом независимого инженера-строителя. В 1894/1895 учебном году Лоренц изучал физику в Мюнхенском университете и получил степень кандидата наук за диссертацию «Пределы термодинамического преобразования энергии» (Die Grenzwerte der thermodynamischen Energieumwandlung). В 1895 году он, как специалист по системам охлаждения, основал журнал «Zeitschrift für die gesamte Kälteindustrie».
С 1896 по 1900 год Лоренц состоял внештатным профессором в университете Галле, а затем — экстраординарным профессором прикладной физики и сельскохозяйственной инженерии в Геттингенском университете; являлся директором Института технической физики. В 1900 году он был избран членом Леопольдины. Осенью 1904 года он был приглашен в свежесозданный технический университет в Гданьске на пост полного профессора технической механики. В 1909 году он также стал директором Института испытаний материалов, а с 1915 по 1917 год — являлся ректором университета. После своей отставки, в период с 1920 по 1934 год, Лоренц жил в Мюнхене и Зистрансе. 11 ноября 1933 года Ханс Лоренц был среди более 900 ученых и преподавателей немецких университетов и вузов, подписавших «Заявление профессоров о поддержке Адольфа Гитлера и национал-социалистического государства».

## Работы
Ханс Лоренц написал несколько учебников и более 130 научных статей:
- u. a. Neuere Kühlmaschinen, 1896;
- Dynamik d. Kurbelgetriebe, 1901 (совместно с Ernst Otto Schlick);
- Lehrb. d. techn. Physik, 4 Bde., 1902-13;
- Neue Theorie u. Berechnung d. Kreiselräder, 1906;
- Ballistik, 1917;
- Techn. Anwendungen d. Kreiselbewegungen, 1919;
- Das Verhalten fester Körper im Fließbereich, 1922.